# Protivanov
Protivanov je městys v okrese Prostějov v Olomouckém kraji. Leží zhruba devatenáct kilometrů od Boskovic, 24 kilometrů od Prostějova a 23 kilometrů od Blanska. Je nejvýše položenou obcí na celé Drahanské Vrchovině nejvyšším bodem jsou Skalky (735 metrů). Žije zde přibližně 1 100 obyvatel. Nečlení se na části.

## Název
Na vznik názvu obce jsou dvě teorie. Ta první mluví o odvození ze slova Protivítr který tu silně působí. Podle pověsti je obec pojmenována podle jejího zakladatele Protivana, který na toto území přišel zhruba na konci 13. století a založil tu osadu, po čase se osada rozrostla na obec.

## Historie
První písemná zmínka o obci pochází z roku 1505 (z Protivanova), kdy je zmiňována jako majetek pánů z Boskovic, ale datum jejího založení spadá do dřívějších dob středověku, kdy v zemi proběhla velká kolonizační vlna, a to kolem let 1290 až 1310. Dlouhou dobu obec byla jednou z nejvyspělejších a největších vesnic na celé Drahanské vrchovině. Ze 16. století pochází zmínka o místním hostinci. V 17. století byl v údolí Luhy postaven lovecký zámeček, později přestavěný na hospodářské stavení.
23. února 1873 udělilo moravské místodržitelství v Brně obci povolení konat tři výroční trhy a s tím spojené povýšení na městys. Status městyse přestal být používán po únoru 1948.

## Přírodní poměry
V katastru obce se nacházejí přírodní rezervace Skály, Skelná Huť, přírodní památky U žlíbku, Louky pod Skalami a Protivanov. Územím obce protékají říčky Luha a Zábrana. Kousek od Protivanova směrem na Žďárnou se nachází také .

## Obyvatelstvo

### Struktura
Vývoj počtu obyvatel za celou obec i za jeho jednotlivé části uvádí tabulka níže, ve které se zobrazuje i příslušnost jednotlivých částí k obci či následné odtržení.
| Místní části   | Místní části    | 1869  | 1880  | 1890  | 1900  | 1910  | 1921  | 1930  | 1950  | 1961  | 1970  | 1980  | 1991  | 2001  | 2011  | 2021  |
| -------------- | --------------- | ----- | ----- | ----- | ----- | ----- | ----- | ----- | ----- | ----- | ----- | ----- | ----- | ----- | ----- | ----- |
| Počet obyvatel | část Protivanov | 1 227 | 1 306 | 1 381 | 1 361 | 1 402 | 1 340 | 1 406 | 1 293 | 1 323 | 1 210 | 1 123 | 1 142 | 1 087 | 1 028 | 1 012 |
| Počet domů     | část Protivanov | 151   | 165   | 168   | 176   | 185   | 190   | 211   | 251   | 255   | 261   | 271   | 329   | 348   | 358   | 393   |

## Správa městyse
Od 10. října 2006 byl obci vrácen status městyse.

### Symboly městyse
Znak a vlajka byly městysi uděleny rozhodnutím předsedy Poslanecké sněmovny Parlamentu České republiky dne 26. května 2000.

## Hospodářství
Obec byla již dříve intenzivně zemědělsky využívána, obyvatele taktéž živil dřevozpracující průmysl.
Do roku 1913, než vyhořela, fungovala v údolí Luhy u cesty na Žďárnou sklárna, kterou obklopovala osada Skelná Huť.
V údolí říčky Zábrany stojí bývalý mlýn.
Kadeřnické studio JS, Dřevo Málek, obchod COOP, Penzion Grill Tour, Pizzerie u Veverků, železářství, Čerpací stanice Vena-Trade, sběrný dvůr, Výroba plastových oken VPO, cestovní kancelář VESTOUR, Hrubý s.r.o. Montáže inženýrských sítí M.I.S. a družstvo TAURUS s rozestavěnou sýrárnou.
Východně od obce se nacházejí dvě velké a jedna menší  větrná elektrárna (která nefunguje) 
Od roku 2015 je součástí zemědělského družstva Taurus také sýrárna.
Od roku 2020 zde funguje místní železářství.

## Pamětihodnosti a místa k navštívení
- Kostel Narození Panny Marie z roku 1772[7]
- Fara
- Výklenková kaplička
- Kříže
- Bývalý (teď je zbouraný) Protivanovský vodní mlýn
- Pomník obětem první světové války s reliéfem T. G. Masaryka
- Pohostinství Alfa
- Restaurace a penzion Griltour
- Pizzerie u Veverků

## Významní rodáci
- Alois Kolísek (1868–1931), římskokatolický kněz, ThDr., PhDr., významný prvorepublikový politik,[12] na obrázku stojící zcela vlevo se svými rodnými bratry a matkou

## Fotogalerie

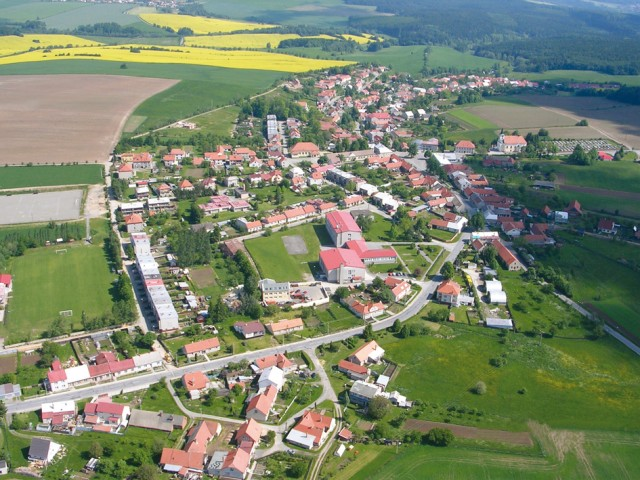
Letecký snímek obce
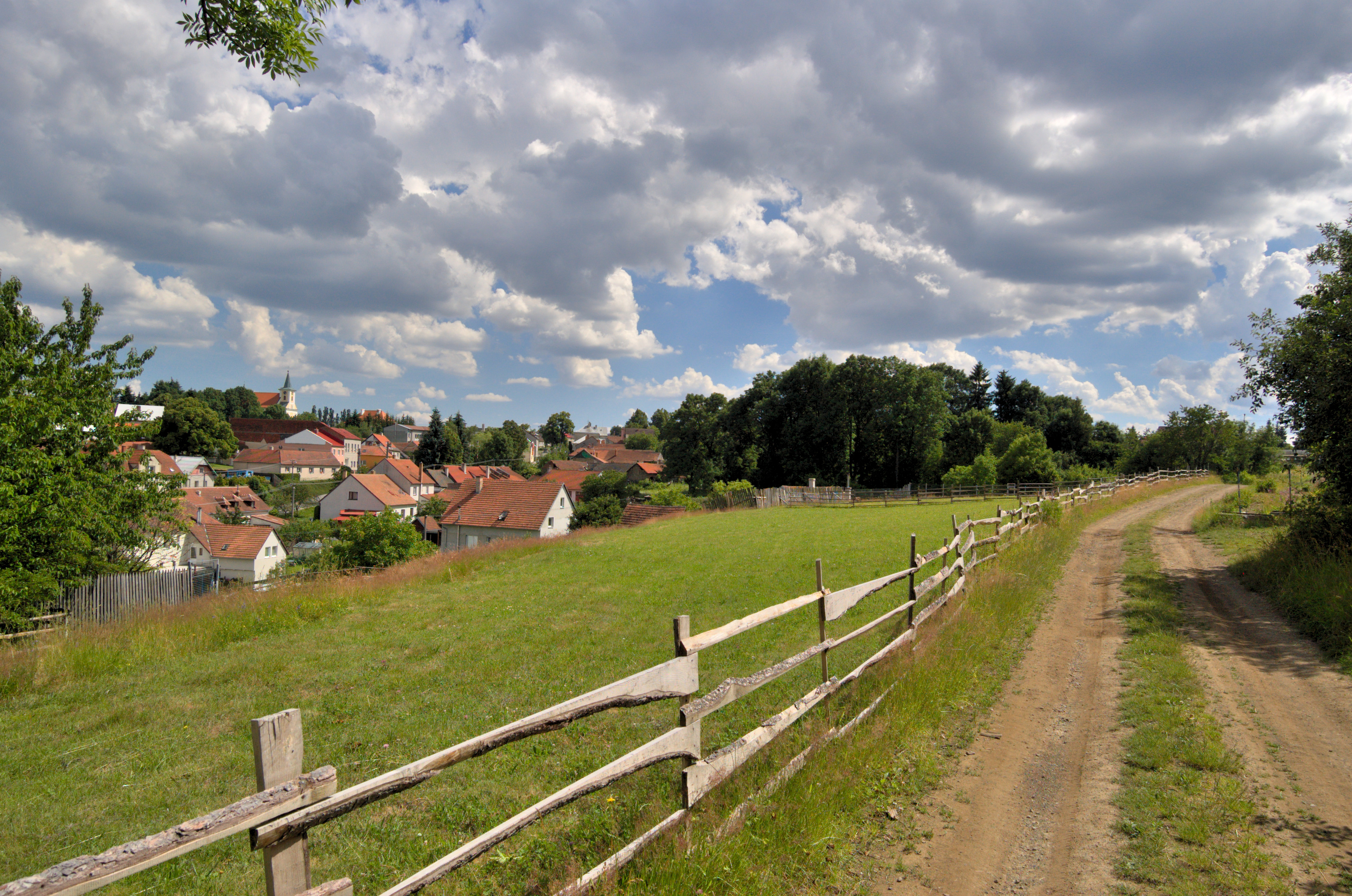
Pohled na vesnici od rozcestníku Protivanov - Zadky
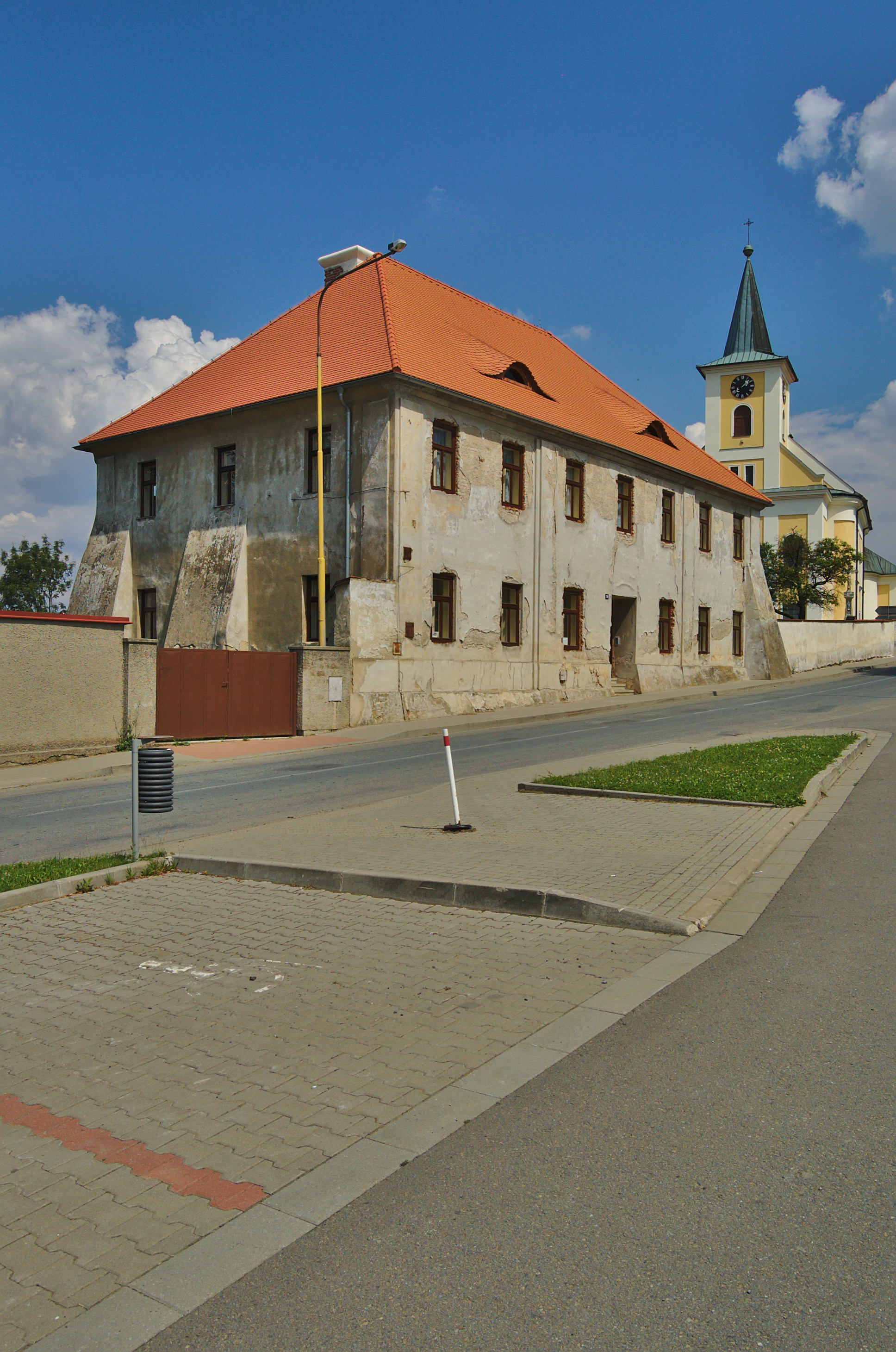
Fara
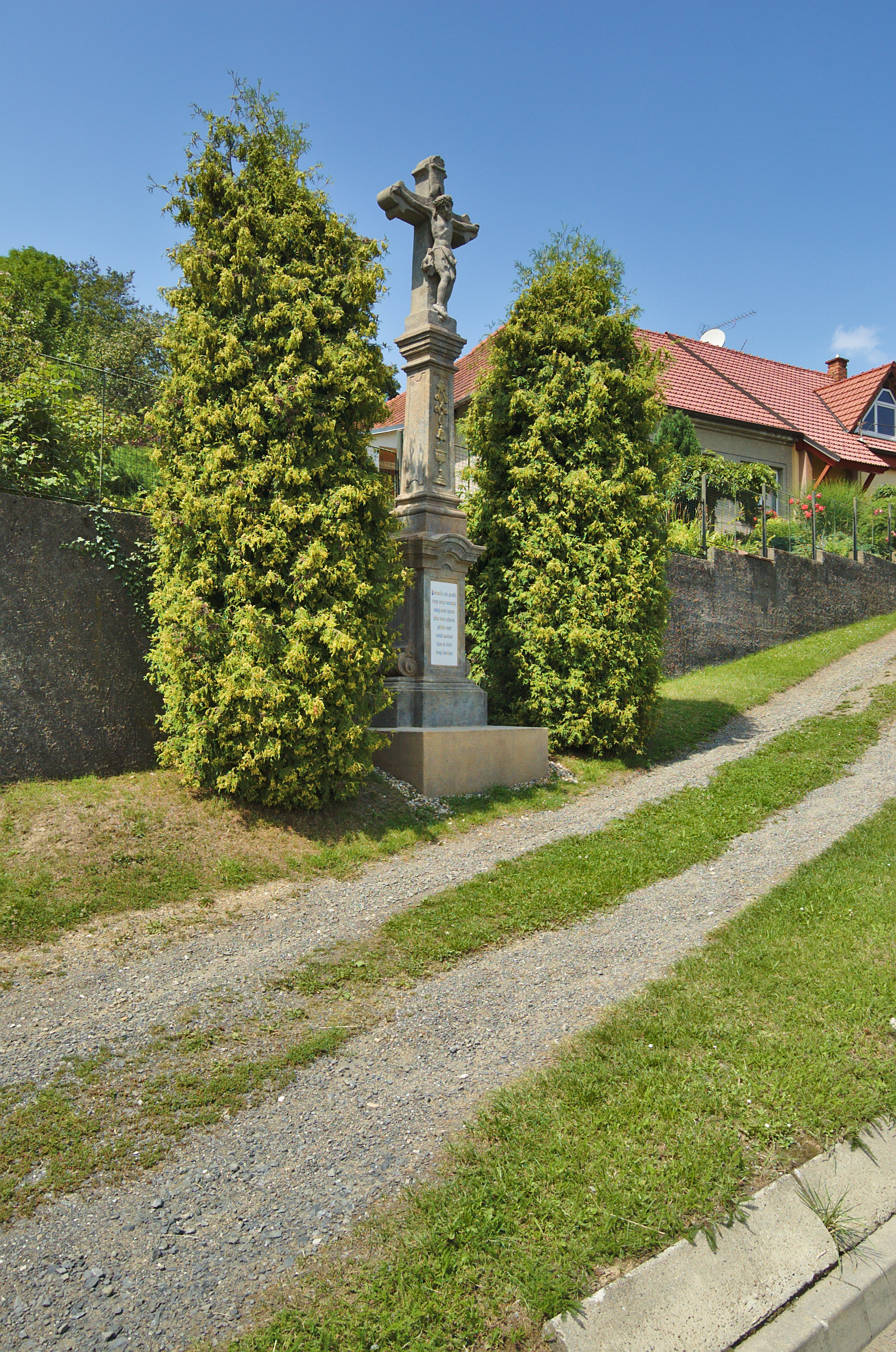
Kříž na ulici Bukovská
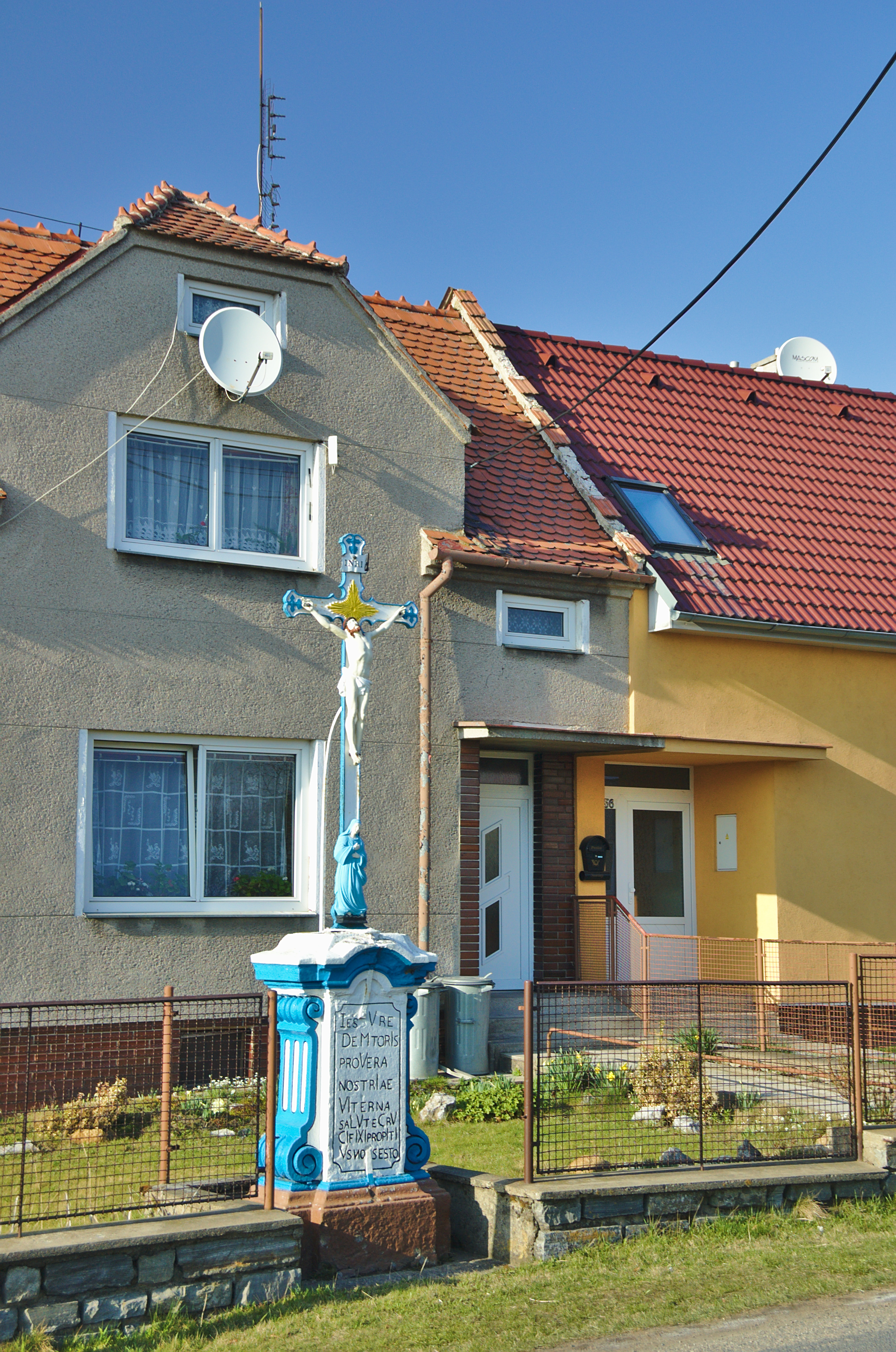
Kříž před domem čp. 257, Boskovická
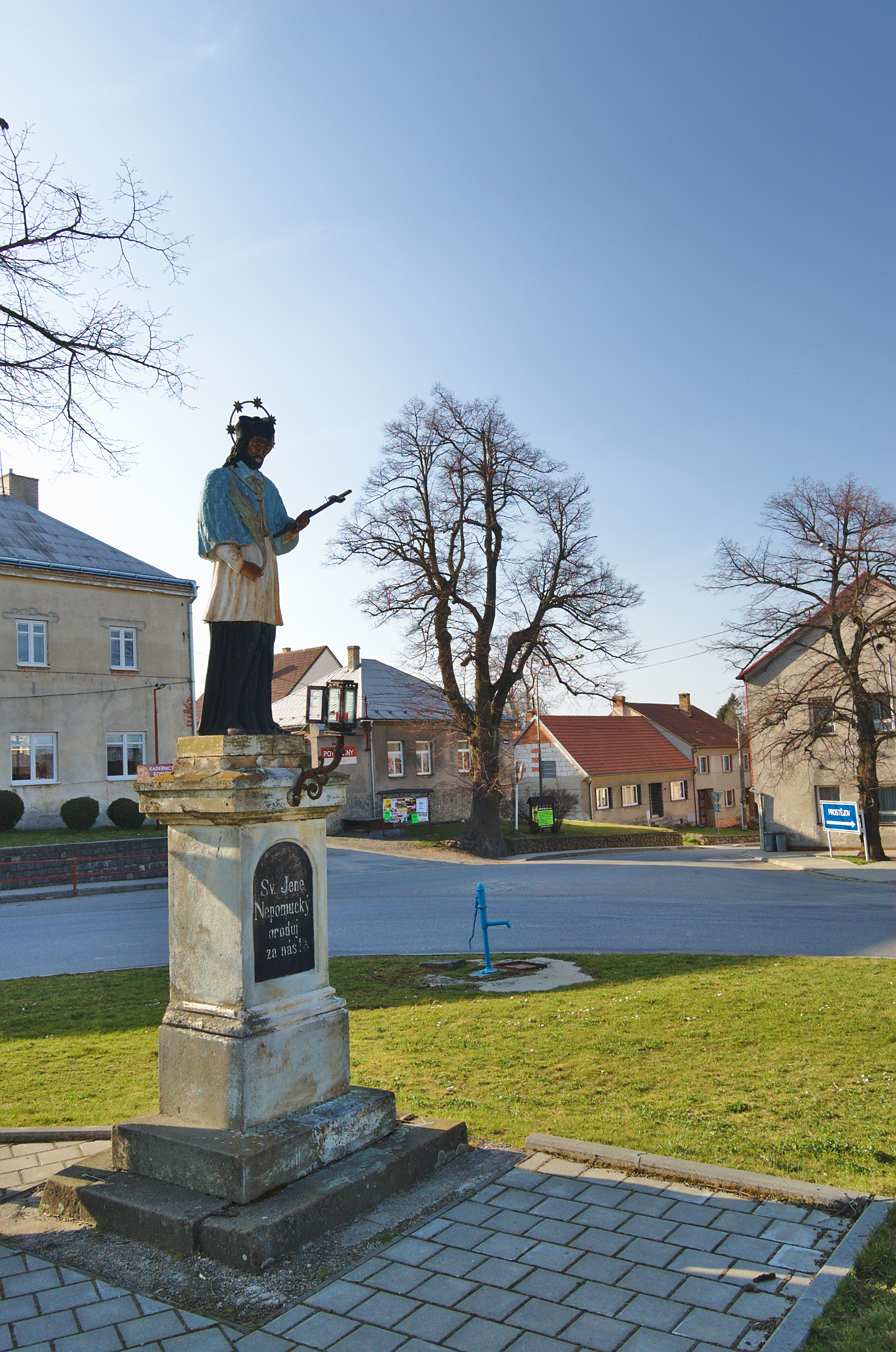
Socha Jana Nepomuckého na náměstí
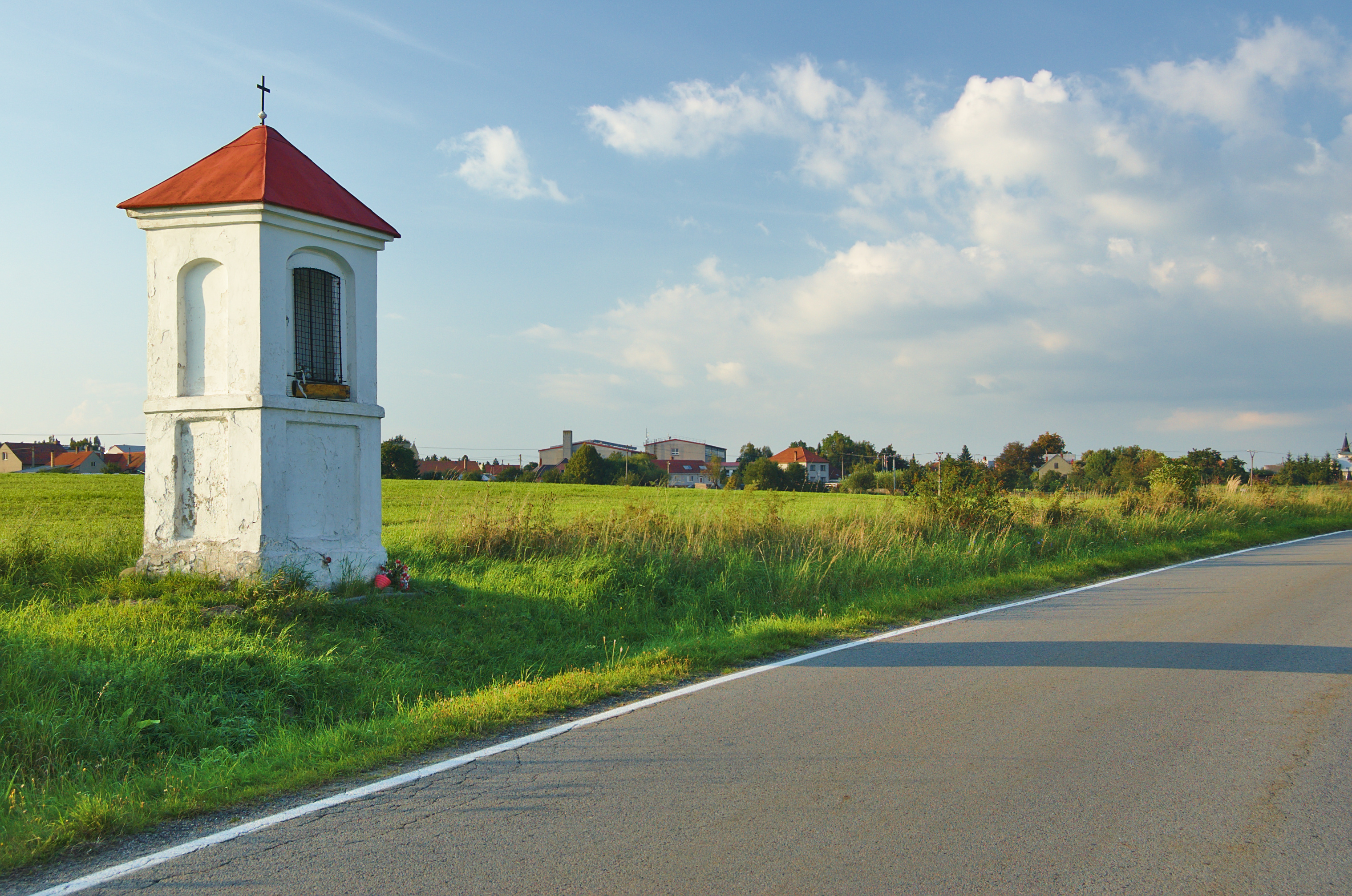
Výklenková kaplička v poli u silnice směr na Nivu
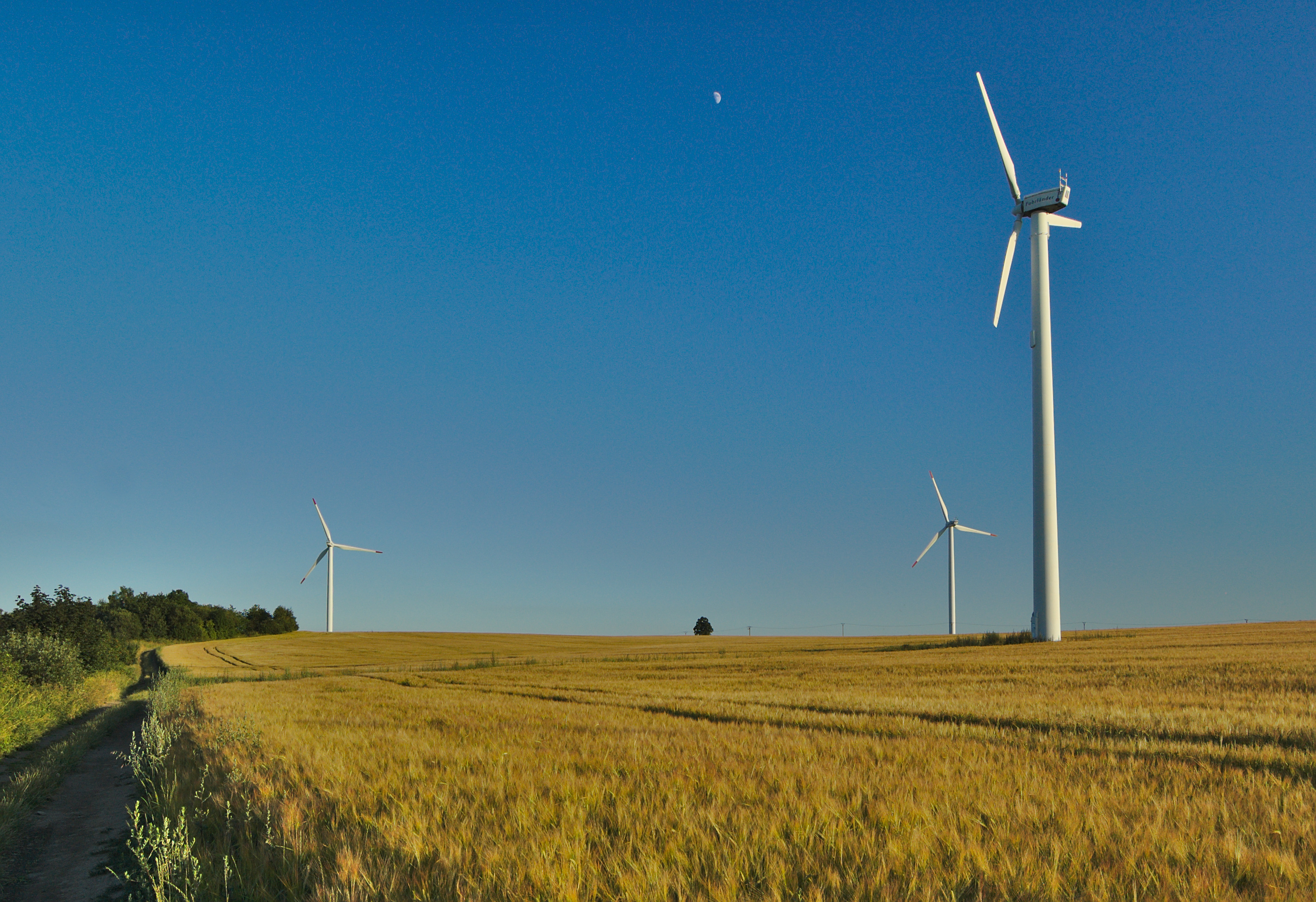
Všechny tři protivanovské větrné elektrárny - v popředí elektrárna Svatého Eliáše
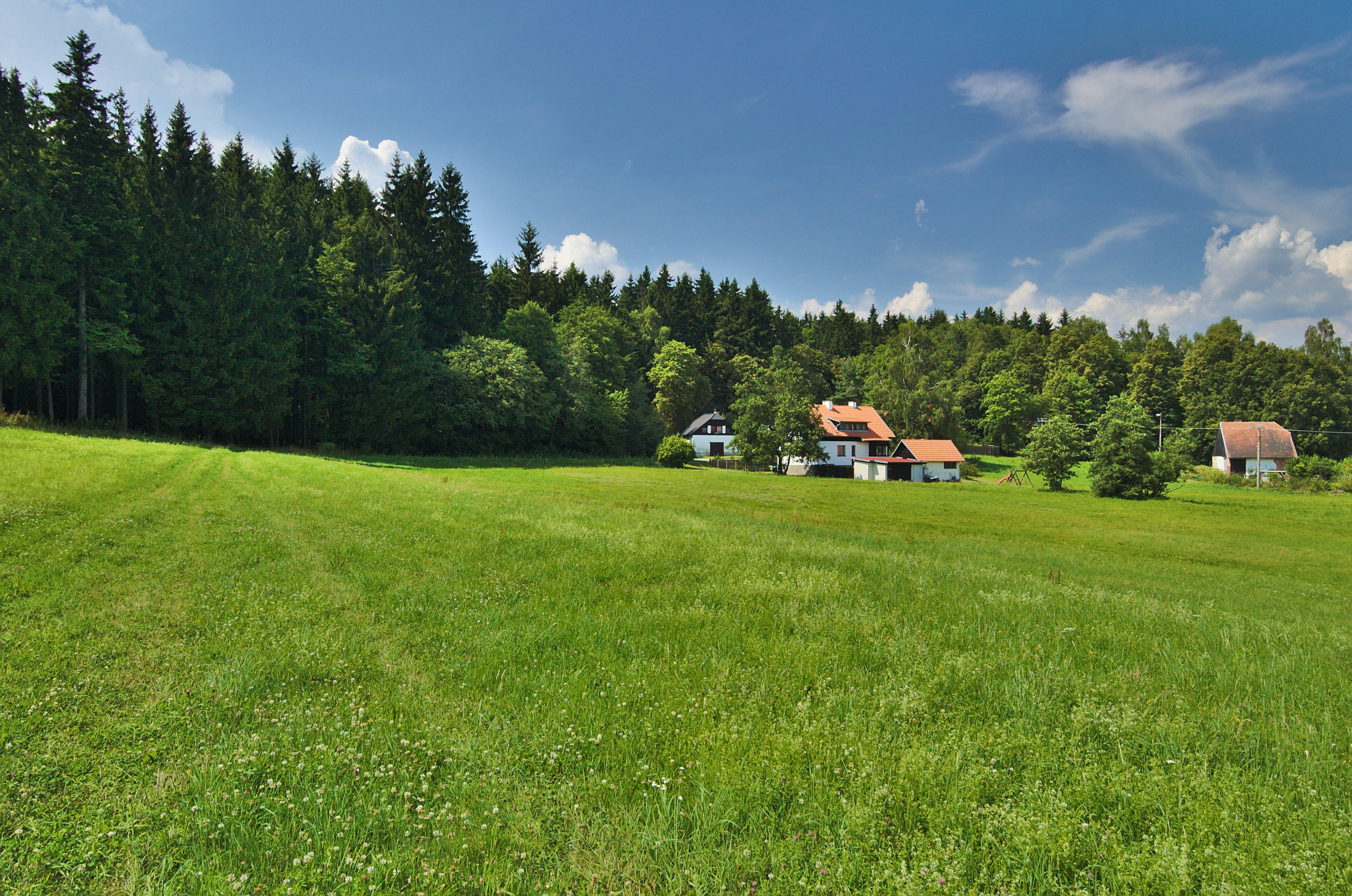
Osada a přírodní rezervace Skelná Huť
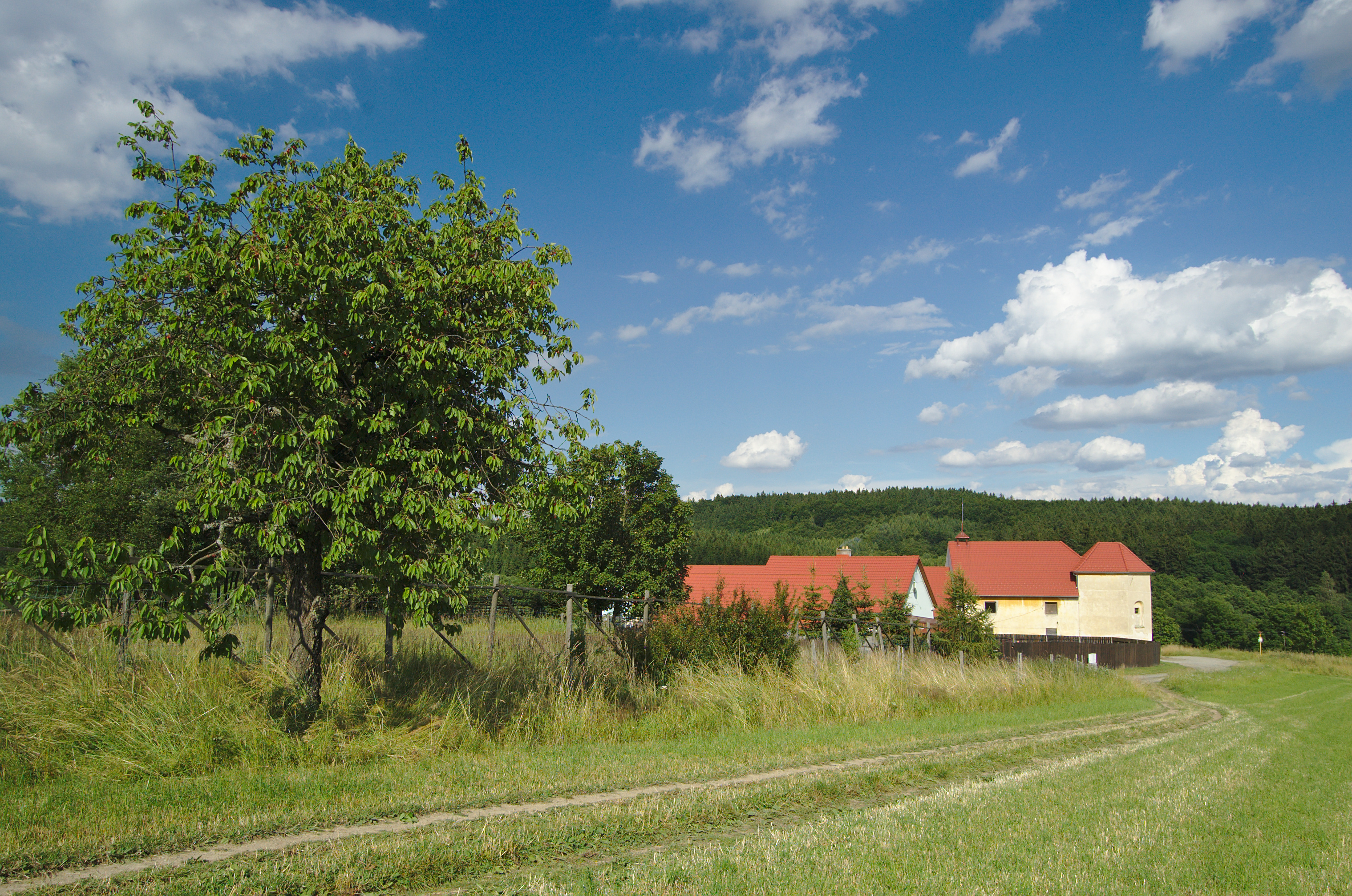
Osada Oborský dvůr
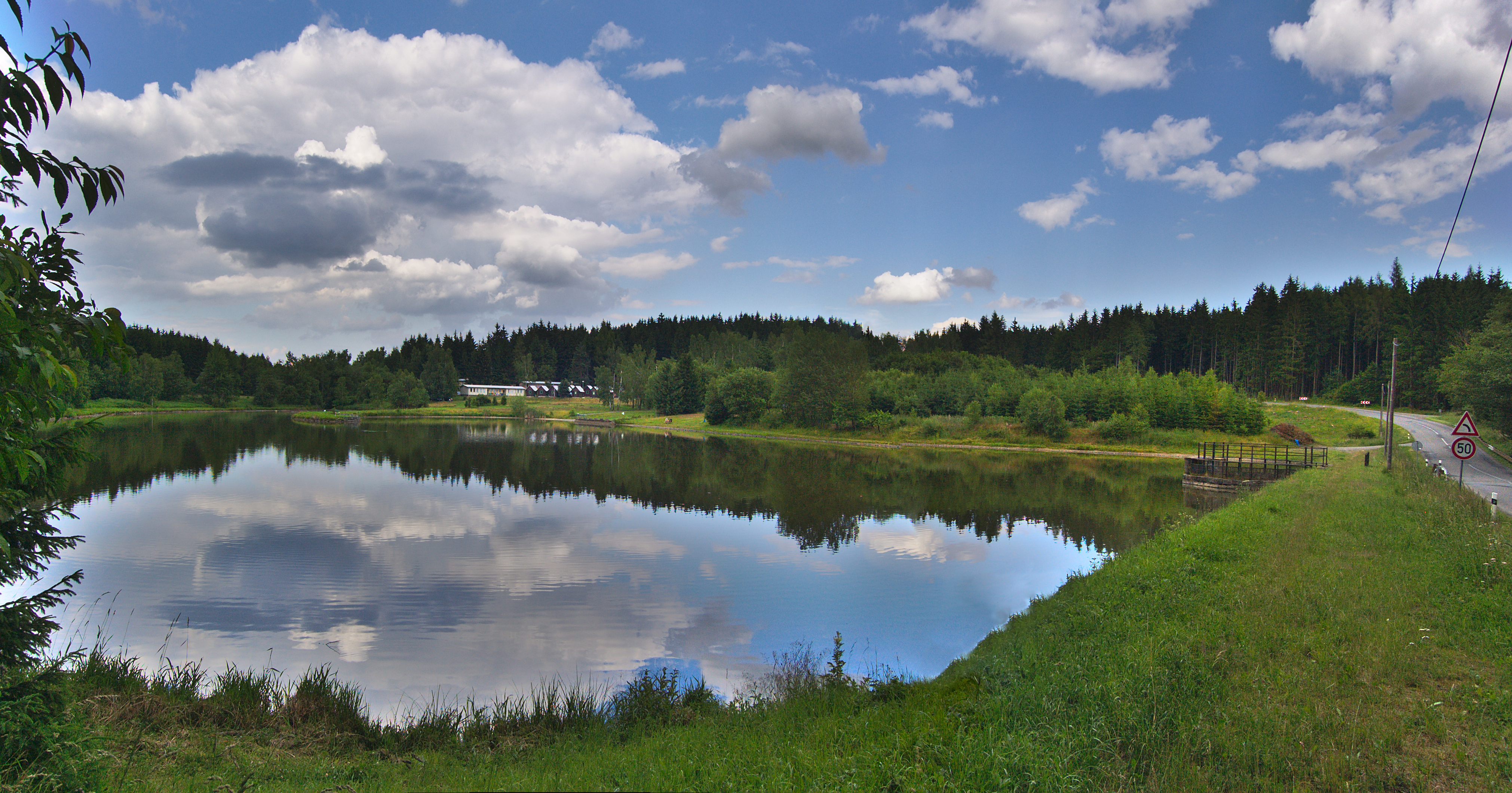
Rybník u silnice na Žďárnou, za ním tábor Metra
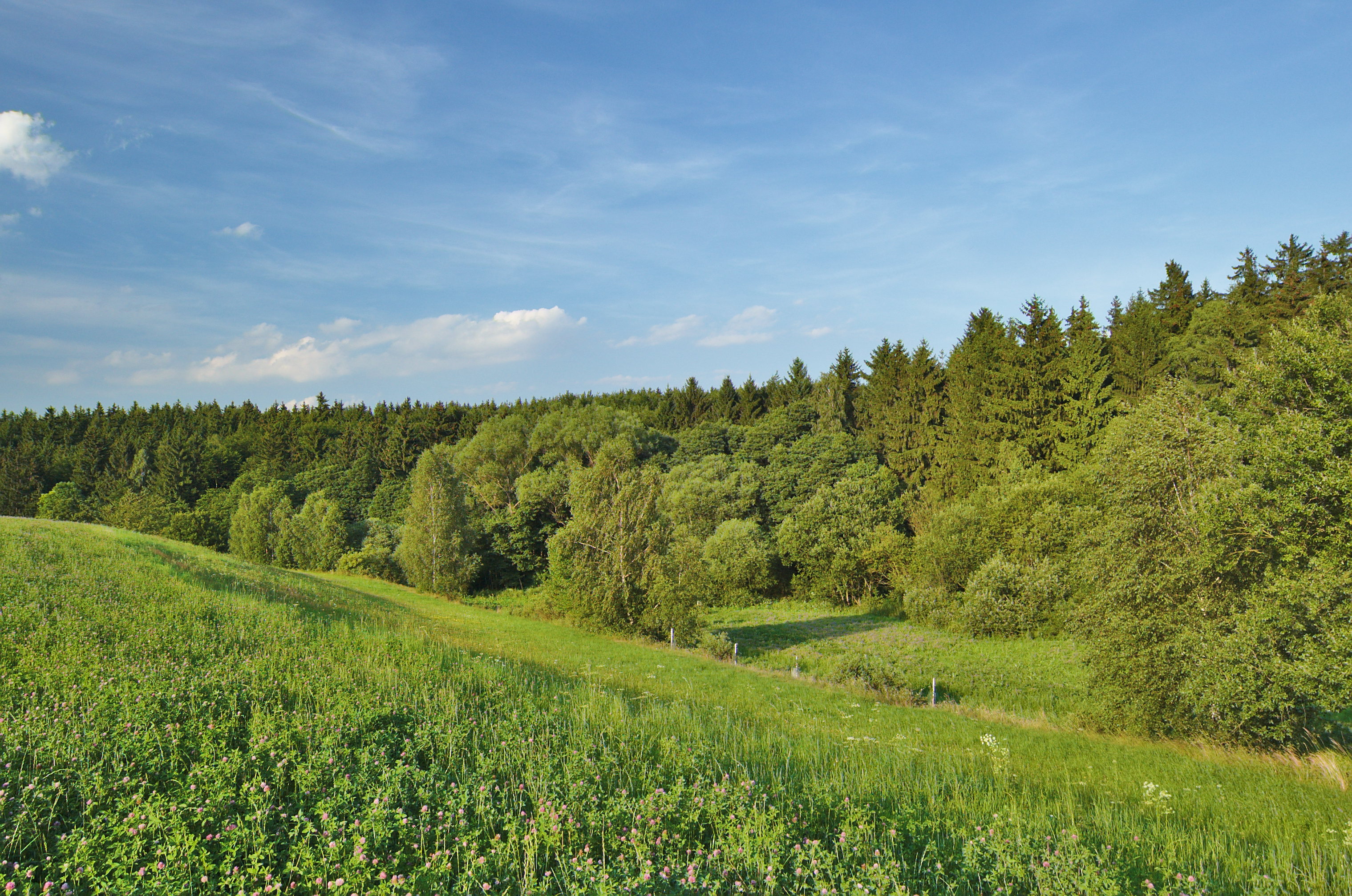
Přírodní památka Protivanov